# Боярышник армянский
Боя́рышник армя́нский (лат. Crataegus armena) — кустарник, вид рода Боярышник (Crataegus) семейства Розовые (Rosaceae).

## Распространение и экология
В природе ареал вида охватывает южные районы Закавказья (Зангезур и Мегринский район). Эндемик.
Произрастает по каменистым склонам гор, среди кустарников на высоте 1300—2500 м, единично и очень редко.

## Ботаническое описание
Кустарник высотой около 2—2,5 м. Молодые побеги волосистые; годовалые — голые, тёмно-вишнёвые; кора более старых ветвей серая или пятнистая, серо-каштановая. Пазушные колючки малочисленные, длиной 7—15 мм; облиственные, тонкие, также малочисленные.
Нижние листья цветущих побегов часто узкие, клиновидные, на вершине трёхлопастные или трёхраздельные; верхние — пятираздельные, с острыми долями, из которых нижние гораздо крупнее верхних и уже их, на вершине с немногими крупными зубцами и нередко с одним глубоким надрезом, верхние лопасти иногда широкие, цельнокрайные или близ вершины с 1—3 зубцами. Листья стерильных побегов более глубоко рассечённые, с более широкими надрезанными лопастями.
Соцветие — сложный щиток, волосистое, обычно из 4—5 веточек. Цветки неизвестны. Чашелистики треугольные или треугольно-ланцетные, острые, при плодах отогнутые книзу.
Плоды — продолговато-эллипсоидальные яблочки, длиной 10—12 мм, винно-красные, с довольно сочной, желтоватой мякотью. Косточка обычно одна, иногда две, с боков немного сжатая, с неглубокой бороздкой, спинная сторона выпуклая с мало выраженными 2—4 продольными бороздками.
Плодоношение в сентябре, бедное, обычно из 1—5 плодов.
Возможно, что данный является гибридом боярышника согнутостолбикого (Crataegus kyrtostyla) и боярышника Мейера (Crataegus meyeri), возникшего в результате когда-то бывшего контакта между этими видами, ныне экологически разобщенными. Наиболее близок к боярышнику согнутостолбиковому (Crataegus ×kyrtostyla), от которого отличается пушистыми с обеих сторон листьями и более темными плодами.

## Таксономия
Вид Боярышник армянский входит в род Боярышник (Crataegus) трибы Pyreae подсемейства Спирейные (Spiraeoideae) семейства Розовые (Rosaceae) порядка Розоцветные (Rosales).
|  |                                      |  |                                                              |                                                              |                   |  | ещё 8 семейств (согласно Системе APG III) | ещё 8 семейств (согласно Системе APG III)    |                                              |  |  |  | ещё 7 триб (согласно Системе APG III)         | ещё 7 триб (согласно Системе APG III)         |  |  |  |  | ещё от 200 до 300 видов | ещё от 200 до 300 видов |
|  |                                      |  |                                                              |                                                              |                   |  | ещё 8 семейств (согласно Системе APG III) | ещё 8 семейств (согласно Системе APG III)    |                                              |  |  |  | ещё 7 триб (согласно Системе APG III)         | ещё 7 триб (согласно Системе APG III)         |  |  |  |  | ещё от 200 до 300 видов | ещё от 200 до 300 видов |
|  |                                      |  |                                                              | порядок Розоцветные                                          |                   |  |                                           |                                              | подсемейство Спирейные                       |  |  |  |                                               | род Боярышник                                 |  |  |  |  |                         |                         |
|  |                                      |  |                                                              | порядок Розоцветные                                          |                   |  |                                           |                                              | подсемейство Спирейные                       |  |  |  |                                               | род Боярышник                                 |  |  |  |  |                         |                         |
|  | отдел Цветковые, или Покрытосеменные |  |                                                              |                                                              | семейство Розовые |  |                                           |                                              | триба Pyreae                                 |  |  |  | вид Боярышник армянский                       |                                               |  |  |  |  |                         |                         |
|  | отдел Цветковые, или Покрытосеменные |  |                                                              |                                                              |                   |  |                                           |                                              |                                              |  |  |  |                                               |                                               |  |  |  |  |                         |                         |
|  |                                      |  | ещё 44 порядка цветковых растений (согласно Системе APG III) | ещё 44 порядка цветковых растений (согласно Системе APG III) |                   |  |                                           | ещё 8 подсемейств (согласно Системе APG III) | ещё 8 подсемейств (согласно Системе APG III) |  |  |  | ещё около 60 родов (согласно Системе APG III) | ещё около 60 родов (согласно Системе APG III) |  |  |  |  |                         |                         |
|  |                                      |  |                                                              | ещё 44 порядка цветковых растений (согласно Системе APG III) |                   |  |                                           |                                              | ещё 8 подсемейств (согласно Системе APG III) |  |  |  |                                               | ещё около 60 родов (согласно Системе APG III) |  |  |  |  |                         |                         |